# Рената Бегер
Рената Лидија Бегер (пољ. Renata Lidia Beger; рођена 18. јула 1958. године у Силну у Пољској) је пољска политичарка. Секретар је пољске политичке партије Самоодбрана Републике Пољске.
Госпођа Бегер је 2005. године други пут узастопно изабрана за члана пољског Сејма (доњег дома пољског парламента). Рената Бегер је такође била члан парламентарне комисије која се бавила „Ривинском Афером“ (2004). Рената тренутно студира Економију на Познањском Универзитету.